# Corylopsis yui
Corylopsis yui là một loài thực vật có hoa trong họ Hamamelidaceae. Loài này được Hu & W.C.Cheng miêu tả khoa học đầu tiên năm 1948.